# NGC 6880
NGC 6880 је спирална галаксија у сазвежђу Паун која се налази на NGC листи објеката дубоког неба.
Деклинација објекта је - 70° 51' 34" а ректасцензија 20h 19m 29,6s. Привидна величина (магнитуда) објекта NGC 6880 износи 12,3 а фотографска магнитуда 13,2. NGC 6880 је још познат и под ознакама ESO 73-37, AM 2013-710, IRAS 20142-7100, PGC 64479.